# Agrotis quadrimacula
Agrotis quadrimacula là một loài bướm đêm trong họ Noctuidae.